# کنزی
کیم یون جونگ (کره‌ای: 김연정؛ زادهٔ ۳ فوریهٔ ۱۹۷۶) که به‌طور حرفه‌ای با نام کنزی (انگلیسی: Kenzie) شناخته می‌شود، موسیقی‌دان اهل کره جنوبی است. وی از سال ۲۰۰۲ میلادی تاکنون مشغول فعالیت بوده‌است. او بیشتر ترانه‌هایی را برای هنرمندان اس‌ام انترتینمنت از جمله بوآ، سوپر جونیور، تی‌وی‌ایکس‌کیو، گرلز جنریشن، شاینی، اف (اکس)، اکسو، رد ولوت و ان‌سی‌تی نوشته و تولید کرده‌است.